# Obsjtina Venets
Obsjtina Venets (bulgariska: Община Венец) är en kommun i Bulgarien.   Den ligger i regionen Sjumen, i den nordöstra delen av landet, 300 km öster om huvudstaden Sofia.
Obsjtina Venets delas in i:
- Bortsi
- Bojan
- Bujnovitsa
- Gabritsa
- Drentsi
- Izgrev
- Kapitan Petko
- Osenovets
- Tjernoglavtsi
- Jasenkovo

Följande samhällen finns i Obsjtina Venets:
- Venets

Trakten runt Obsjtina Venets består till största delen av jordbruksmark. Runt Obsjtina Venets är det ganska glesbefolkat, med 36 invånare per kvadratkilometer.